# Analco, Ahuacatlán
Analco är en ort i Mexiko.   Den ligger i kommunen Ahuacatlán och delstaten Puebla, i den sydöstra delen av landet, 150 km öster om huvudstaden Mexico City. Analco ligger 1 516 meter över havet och antalet invånare är 434.
Terrängen runt Analco är kuperad västerut, men österut är den bergig. Runt Analco är det ganska tätbefolkat, med 160 invånare per kvadratkilometer. Närmaste större samhälle är Zacatlán, 13,8 km sydväst om Analco. I omgivningarna runt Analco växer i huvudsak blandskog.